# Cercanías Álava
Cercanías de Álava (Arabako Aldiriak en euskera) es una línea de trenes interurbanos que da servicio a Vitoria y a su área funcional, explotado por Renfe Operadora. Las estaciones empleadas, sin embargo, pertenecen a Adif. Está compuesta por una sola línea, que une las estaciones de Miranda de Ebro, Manzanos, La Puebla de Arganzón, Nanclares de la Oca, Vitoria, Alegría de Álava,  Salvatierra, Araya y Alsasua empleando la línea ferroviaria Madrid-Irún-Hendaya durante todo su recorrido.

## Historia
La red de cercanías de Álava es un proyecto propuesto por el Gobierno Vasco tras el traspaso de las competencias para la gestión de todas las redes de cercanías del País Vasco al gobierno autonómico en el año 2024. 
La línea fue inaugurada el 30 de mayo de 2025 con la presencia de diversas autoridades como el Lehendakari, Imanol Pradales, la consejera de Transportes, Susana García Chueca, el diputado General de Álava, Ramiro González, y la alcaldesa de Vitoria, Maider Etxebarria.

## Infraestructura
La línea toma el trazado Irún-Hendaya, entre la estación de Miranda de Ebro y la de Alsasua.

## Estaciones
|   | Estación              | Municipio             | Correspondencia       |  |
| - | --------------------- | --------------------- | --------------------- |  |
| • | Miranda de Ebro       | Miranda de Ebro       | MD RE Intercity ALVIA |  |
| • | Manzanos              | Ribera Baja           | MD RE                 |  |
| • | La Puebla de Arganzón | La Puebla de Arganzón | MD RE                 |  |
| • | Nanclares de la Oca   | Iruña de Oca          | MD RE                 |  |
| • | Vitoria               | Vitoria               | MD RE Intercity ALVIA |  |
| • | Alegría de Álava      | Alegría de Álava      | MD RE                 |  |
| • | Salvatierra           | Salvatierra           | MD Regional Exprés    |  |
| • | Araia                 | Aspárrena             | MD Regional Exprés    |  |
| • | Alsasua Estación      | Alsasua               | MD RE Intercity ALVIA |  |
| • | Alsasua Pueblo        | Alsasua               | MD RE                 |  |